# Rivière Blanche (vattendrag i Kanada, Québec, lat 45,58, long -75,26)
Rivière Blanche är ett vattendrag i Kanada.   Det ligger i provinsen Québec, i den sydöstra delen av landet, 40 km nordost om huvudstaden Ottawa.
Omgivningarna runt Rivière Blanche är en mosaik av jordbruksmark och naturlig växtlighet. Runt Rivière Blanche är det ganska glesbefolkat, med 38 invånare per kvadratkilometer.